# Bricoteam vzw
Bricoteam vzw is een Brusselse non-profitorganisatie die zich richt op het ondersteunen van mensen met beperkte financiële middelen door middel van doe-het-zelfprojecten en sociale inclusie. De organisatie biedt een platform voor zowel werkzoekenden als hulpbehoevenden om samen te werken aan verschillende bouw- en renovatieprojecten, met als doel het verbeteren van de leefomstandigheden en het bieden van werkgelegenheid. Bricoteam is erkend als gemandateerde sociale organisatie door het Brussels Hoofdstedelijk Gewest.

## Visie
De missie van Bricoteam vzw is om sociale inclusie te bevorderen door mensen met beperkte middelen te helpen bij het uitvoeren van doe-het-zelfprojecten. De organisatie streeft ernaar om gemeenschappen te versterken door samenwerking en kennisdeling. Hun visie is een wereld waarin iedereen toegang heeft tot een waardige woonomgeving, ongeacht hun financiële situatie.

## Activiteiten
Om dit te realiseren biedt Bicoteam vzw diverse diensten, waaronder
- Afwerking: Schilder- en behangwerken, vloeren leggen, binnendeuren plaatsen, gyproc wanden en plafonds.
- Elektriciteit: Stopcontacten en schakelaars plaatsen/vervangen, verlichting installeren, elektrische apparaten aansluiten.
- Loodgieterij en sanitair: Lekken herstellen, sanitair plaatsen/vervangen, tegel- en voegwerk repareren, badkamers renoveren.
- Kleine herstellingen: Handgrepen, kranen en wc-brillen plaatsen, meubels monteren, sloten en branddetectoren installeren, keukens en badkamers aanpassen.

## Financiering
Bricoteam werkt samen met verschillende partners en sponsoren om hun projecten te realiseren. Deze partners variëren van lokale bedrijven en bouwmarkten tot grotere organisaties die materiaal of financiële steun bieden. Zo zijn er ook overheidsinstellingen die hen steunen, zoals Actiris, de Vlaamse Gemeenschapscommissie en het Brussels Hoofdstedelijk Gewest.

## Geschiedenis
Bricoteam werd oorspronkelijk opgericht in 2009 als onderdeel van de structuur van EVA bxl, een organisatie die zich richt op sociale projecten in Brussel. Het initiatief begon als een klein project binnen EVA bxl en groeide uit tot een belangrijke pijler binnen de organisatie. In september 2022 werd Bricoteam officieel een zelfstandige vzw (vereniging zonder winstoogmerk). Sindsdien heeft Bricoteam geen banden meer met EVA bxl, en zijn ze dus officieel een vzw. 
Sinds april 2023 is Bricoteam vzw deel van POUTREL, een unie van vier organisaties met de deelwerkingen Miro, Vives, Forum, Het Anker, De Harmonie en Bricoteam. POUTREL werd opgericht met als doel dat iedereen succesvol ouder wordt door het versterken van sociale netwerken en het ontwikkelen van aangepaste dienstverlening. Hun belangrijkste focus ligt op kwetsbare, oudere Brusselaars.
Binnen POUTREL zet Bricoteam vzw zich in voor sociaal-professionele inschakelingsprojecten op maat, die werkzoekenden voorbereiden op de arbeidsmarkt in onder andere de horeca-, klus- en schoonmaaksector. Dit doen ze onder andere via buurtrestaurants en klus- en renovatiediensten, waarbij extra aandacht uitgaat naar de prioritaire doelgroep van kwetsbare ouderen.